# Alfara de la Baronia
Alfara de la Baronia (hiszp. Alfara de la Baronía; do 2010 r. kat. Alfara d'Algímia, hiszp. Alfara de Algimia) – gmina w Hiszpanii, w prowincji Walencja, we wspólnocie autonomicznej Walencja, o powierzchni 11,71 km². W 2018 roku liczyła 539 mieszkańców.